# Mineirinho (ave)
O mineirinho (Charitospiza eucosma) é uma ave da ordem Passeriformes, da família Thraupidae.
É considerado extinto no estado de São Paulo.

## Taxonomia
O mineirinho foi formalmente descrito em 1905 pelo ornitólogo americano Harry C. Oberholser . Ele introduziu um novo gênero Charitospiza e cunhou o nome binomial Charitospiza eucosma . O nome do gênero combina o grego antigo kharis, que significa "graça" ou "beleza" e spiza, que significa "tentilhão". O epíteto específico é do grego antigo eukosmos, que significa "decoroso" ou "bem adornado". A localidade tipo é o estado da Bahia no Brasil, próximo à divisa com Minas Gerais. A espécie é monotípica: nenhuma subespécie é reconhecida.

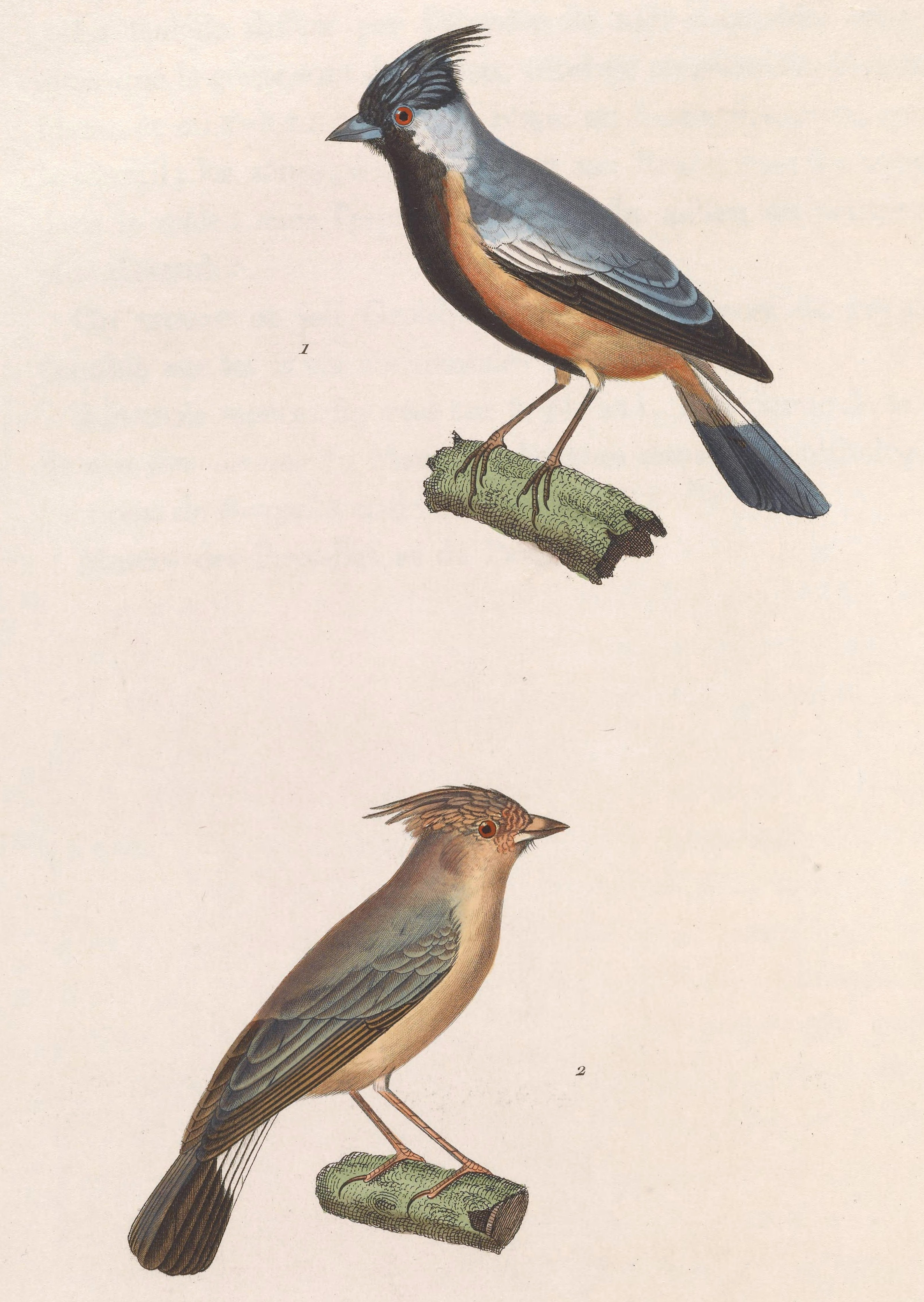
Charitospiza eucosma (1838)